# خانواده تک‌سرپرست

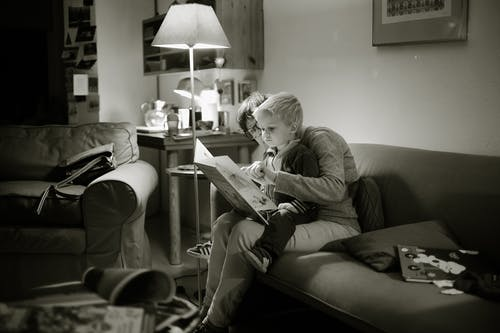
خانواده تک سرپرست

خانواده تک سرپرست به خانواده ای می‌گویند که زن یا مرد بدون همسر و به تنهایی از فرزند یا فرزندان نگهداری می‌کند. دلایل به وجود آمدن خانواده تک سرپرست می‌تواند طلاق یا مرگ همسر یا روابط خارج از ازدواج  یا فرزند خواندگی باشد.